# Naebanggasa
Naebanggasa (내방가사?, 內房歌辭?; lett. "Canzoni della stanza interna") è un genere poetico scritto da donne coreane nel tardo periodo Joseon (1392-1910), a partire dal XVI secolo e apprezzato principalmente dalle donne della regione di Yeongnam. Questo tipo di canzoni è chiamato anche Gyubanggasa (규방가사?) o Gyujunggado (규중가도?).

## Storia
Nel XVI secolo, l'Asia orientale era influenzata dalla cultura cinese e la scrittura era riservata ai soli uomini nobili della classe yangban che usavano i caratteri cinesi classici e consideravano l'hangŭl, l'alfabeto coreano, inferiore, tanto da chiamarlo ŏnmun (언문?), "scrittura volgare". Era anche detto amgŭl (암글?), "scrittura femminile", in senso spregiativo perché veniva usato dalle donne per scrivere.
Le naebanggasa sono state scritte in hangŭl dalle donne e venivano lette fra le donne. Si chiamano "Canzoni della stanza interna" perché era il luogo in cui le donne coreane passavano la maggior parte del loro tempo. L'espressione "stanza interna" esprime anche una realtà sociale e uno status economico, infatti, in quel periodo, non tutti potevano permettersi di avere una stanza riservata alle sole donne all'interno della propria dimora; perciò, avere questo spazio era sinonimo di nobiltà. Per questa ragione, questo genere letterario viene riferito alle donne delle classi medio-alte.
La creazione delle naebanggasa è stata un'importante attività culturale che mostra la transizione dal periodo medievale all'era moderna. Grazie all'hangŭl, il valore delle donne venne riconosciuto dalle famiglie e dalla società, difatti chi era abile nelle naebanggasa era ampiamente conosciuta dalle persone di diversi villaggi.
In epoca moderna sono giunte più di 6.000 naebanggasa scritte in alfabeto coreano su pergamene e rotoli. L'Andong Lady's Gasa Transmission Preservation Society (안동내방가사전승보존회?, AndongnaebanggasajŏnsŭngbojonhoeMR), ad Andong nella provincia di Gyeongsang Settentrionale, è un'organizzazione che si occupa di preservare e trasmettere queste opere nella società moderna.

## Contenuto
Le naebanggasa divennero importanti durante gli eventi familiari e le cerimonie nei villaggi. Venivano scritte, recitate e trascritte su pergamene e rotoli continuamente all'interno della comunità. Attraverso queste canzoni, le donne coreane hanno potuto far sentire le loro voci in una società dominata da uomini.
Inizialmente, le naebanggasa si concentravano sulla diffusione dei valori confuciani riguardanti le donne, ma in seguito si svilupparono in una varietà di contenuti diversi, inclusi testi sui valori nazionali e sulla resistenza alle potenze straniere durante l'apertura della Corea ai paesi esteri. Attraverso queste canzoni, le donne raccontavano la loro vita quotidiana, l'etichetta da seguire in casa e da tramandare alle proprie figlie, le loro emozioni, la perdita di un familiare o un amico, le stagioni e così via. L'educazione delle donne durante la dinastia Joseon era incentrata sull'occuparsi della famiglia, degli antenati, dei propri mariti e di allevare bene i propri figli e non potevano partecipare ad attività accademiche. Nel tempo, perciò, iniziarono a esprimere anche il risentimento, il dolore e l'oppressione che provavano. Quando alle donne fu permesso di viaggiare su lunghe distanze, iniziarono a scrivere anche canti di viaggio che raccontavano del percorso e delle impressioni dei luoghi.